# Bathygobius mystacium
Bathygobius mystacium es una especie de peces de la familia de los Gobiidae en el orden de los Perciformes.

## Morfología
Los machos pueden llegar a alcanzar los 15 cm de longitud total.

## Distribución geográfica
Se encuentra desde Florida (Estados Unidos) y Bahamas hasta las Antillas y Espírito Santo (Brasil ).

## Observaciones
Es inofensivo para los humanos.